# MI11
MI11 (Military Intelligence, section 11, sv: Militära underrättelsetjänsten, sektion 11) var en enhet under brittiska War Office. 
Under andra världskriget ansvarade MI11 för fältsäkerhet genom att skydda brittisk militär personal från fiendeagenter och femtekolonnare inom den civila befolkningen i krigszoner. Denna uppgift låg innan MI11:s skapande hos fältsäkerhetspolisen, vilken i sin tur ersatte Storbritanniens armés underrättelseenhet innan första världskriget.
Sektion 11 lades ner efter andra världskrigets slut. 